# Большой Уступ
Большой Уступ (англ. Great Escarpment) — горная система и куэста в южной части Африки, отделяющая внутриконтинентальное плато от низменных районов побережья Атлантического океана и Индийского океана.

## Геология
Большой Уступ является одним из древнейших регионов Земли. Образовался после раскола первичного континента Гондвана около 120 миллионов лет назад. При этом здесь некоторые горные формации, под покрытием осадочных слоёв и открытые благодаря процессам выветривания и эрозии, имеют возраст более 2,5 миллиардов лет. Эти горные регионы южной Африки в течение миллионов лет постепенно сдвигались от побережья вглубь Африки. В Третичный период здесь активизируются тектонические процессы, которые действуют не только по линии Уступа север-юг, но и распространяются с запада на восток. В результате формируется современный ландшафт всей южной части Африки.

## В Намибии
Большой Уступ пересекает Намибию с севера на юг, отделяя атлантическое её низменное побережье от возвышенной центральной части страны. Здесь происходит постепенный переход повышающейся (до высоты в 600 метров) пустыни Намиб, за которой начинаеются резкие возвышения Большого Уступа, достигающие куэстой в северной Намибии высот более 2000 метров. Здесь Уступ образуется горами Гартмана, Бейна и Джуберта, на юге Намибии — плоскогорьем Кхомас, горами Ранг, Науклуфт и Тирас. От гор Науклуфт и до реки Оранжевая Уступ тянется в направлении с севера на юг, куэстой Ротранд на протяжении более чем 400 километров. В восточном направлении Большой Уступ постепенно понижается, переходя постепенно в внутриафриканскую возвышенность и в низменность пустыни Калахари.

## В Южной Африке
В пограничье между Намибией и Южной Африкой Большой Уступ пересекает каньон реки Оранжевая и продолжается как западный склон гор Рихтервельда в южном направлении, мимо города Спрингбок, через горы Боккевельд (до 840 метров), и далее вглубь ЮАР. Здесь Уступ разделяет ландшафт Карру на 2 части. Горная линия тянется, включая в себя массив Хантамсберг (1799 метров), вдоль гор Роггевельд (1742 метра), Комс (1902 метра) и Нувевельд (2070 метров) вплоть до перевала Молвено близ города Бофорт Уэст. Архивировано из оригинала 5 февраля 2016 года.. Отсюда Большой Уступ протягивется через малозаселённую территорию до гор Грааф-Рейнета и далее с юга в восточном направлении к горному массиву Сноу Маунтинс (2504 метра), с поворотом на север. Здесь он охватывает бассейн реки Фиш, и образует на её восточном берегу горы Бамбос (2376 метров) и массив Стормберг (2290 метров), севернее города Куинстауна. Далее Большой Уступ проходит через Восточно-Капскую провинцию, в направлении городов Дордрех и Элиот, переходя в западные склоны Драконовых гор и выходя к границе между Южной Африкой и Лесото. Затем Уступ тянется вдоль государственной границы и достигает на восточных склонах Драконовых гор своего наивысшего положения (3748 метров). Далее горная линия проходит через провинцию Квазулу-Натал и идёт параллельно границе национального парка Натал-Драконовы горы. На северном конце Драконовых гор Большой Уступ поворачивает направо, через южноафриканскую провинцию Мпумаланга тянется в направлении Эсватини и далее, к провинции Лимпопо (гора Страйдпорт, выс. 2208 метров). У реки Лимпопо высота Уступа снижается до уровня речной долины. Продолжение его далее заметно на территориях Зимбабве и Мозамбика.

## В Мозамбике
В Мозамбике частью Большого Уступа являются горы Лебомбо, находящиеся близ границы с ЮАР и Эсватини, и достигающие высоты в 2400 метров. Край Большого Уступа выходит в Мозамбике к району Великих озёр — у озера Малави. Севернее 20° ю. ш. горный массив Большого Уступа приближается к побережью Индийского океана и имеет значительно большую высоту, нежели на юге Мозамбика. В этом регионе (провинция Маника) высокогорное плато постепенно переходит в низменность, на которой возвышаются отдельно стоящие горы, окружённые тропическим лесом.